# Медаль «За отличие при выполнении специальных заданий» (ФСО)
Меда́ль «За отли́чие при выполне́нии специа́льных зада́ний» — ведомственная медаль ФСО России, учреждённая приказом ФСО РФ № 318 от 19 августа 2005 года.

## Правила награждения
Согласно Положению медалью «За отличие при выполнении специальных заданий» награждаются военнослужащие федеральных органов государственной охраны за успешное выполнение специальных заданий и проявленную при этом инициативу, настойчивость и профессиональное мастерство.

## Описание медали
Медаль изготавливается из металла золотистого цвета и представляет собой покрытый синей эмалью равноконечный крест с расширяющимися закруглёнными концами и рельефным бортиком по краю. В центре креста — круглый синий медальон с белой каймой и надписью золотыми буквами «ЗА ОТЛИЧИЕ ПРИ ВЫПОЛНЕНИИ СПЕЦИАЛЬНЫХ ЗАДАНИИ». В центральной части медальона — полноцветное изображение эмблемы ФСО России. Крест наложен на золотистые штралы (сияние) и диагонально перекрещенные мечи золотистого цвета, направленные остриём вверх. На оборотной стороне в центральной части — надпись «ФСО РОССИИ». Все изображения и надписи на медали рельефные.
Крест при помощи ушка и кольца соединяется с пятиугольной колодкой, обтянутой шёлковой муаровой лентой василькового цвета с жёлтой полоской по краю. С правой стороны ленты пять полос: две красные, две чёрные и одна оранжевого цвета. Ширина ленты 24 мм, ширина красных полос 3 мм, ширина остальных полосок 2 мм. Размер креста — 32 мм.